# Mario Nallib Fadel
Mario Nallib Fadel (San Fernando del Valle de Catamarca, 8 de noviembre de 1961) es un contador público y político argentino. Se desempeñó como senador nacional por la provincia de Catamarca entre 1992 y 1995 y como diputado nacional por la misma provincia entre 1995 y 1999. 

## Biografía
Nacido en San Fernando del Valle de Catamarca en 1961, se recibió de contador público en la Universidad Católica de Córdoba, comenzando a trabajar en un yacimiento minero de Andalgalá (Catamarca).
Miembro del Partido Justicialista (PJ), en 1988 fue subsecretario de Hacienda de la provincia de Catamarca y en 1990, ministro de Economía, siendo en 1991 designado ministro de Producción de la provincia por el gobernador Ramón Saadi. En 1991 fue brevemente secretario de Economía de la provincia de La Rioja y desde 1992 trabajó como asesor en la Secretaría de Minería de la Nación.
En mayo de 1993, fue elegido senador nacional por la provincia de Catamarca por la legislatura provincial, para reemplazar a Alicia Saadi de Dentone, quien había renunciado tras un fallido intento de elección por otra banca, completando el período (iniciado por Vicente Saadi en 1986) hasta diciembre de 1995. En 1994, se separó del bloque de senadores del PJ, al unirse al nuevo partido Política Abierta para la Integridad Social (PAIS) del senador por Mendoza José Octavio Bordón. Fue vocal en la comisión de Trabajo y Previsión Social.
En las elecciones legislativas de 1995, fue elegido diputado nacional por la misma provincia, como candidato del Frente País Solidario (FREPASO), con mandato hasta 1999. Fue secretario de la «Comisión Especial Investigadora de la Probable Comisión de Hechos Ilícitos Perpetrados o Producidos en la Administración Nacional de Aduanas».
Tras su paso por el Congreso, integró la Auditoría General de la Nación hasta 2007. En 2008, fue designado en el directorio de Empresa Cargas Aéreas Atlántico Sud S.A. (EDCADASSA) como representante del Ministerio de Defensa de la Nación. Al año siguiente, fue designado vicepresidente de Tandanor S.A.C.I. y N., astillero también dependiente del Ministerio de Defensa de la Nación. Luego ejerció como presidente del mismo hasta 2015, durante la presidencia de Cristina Fernández de Kirchner.
Desde 2020 es asesor del directorio del Banco de la Nación Argentina y vicepresidente de Nación Reaseguros S.A., del mismo grupo bancario.